# Карл-Гайнц Крюгер
Карл-Гайнц Крюгер (нім. Karl-Heinz Krüger; 25 грудня 1953) — німецький боксер, що виступав за збірну НДР. Призер літніх Олімпійських ігор, чемпіонатів світу і Європи.

## Життєпис
На літніх Олімпійських іграх 1980 року в Москві (СРСР) у напівсередній вазі почергово переміг: Мохамеда Алі Ель-Дахана (Сирія), Лукаса Мсомбу (Танзанія), Джозефа Фроста (Велика Британія). У півфінальному двобої поступився майбутньому олімпійському чемпіонові Андресу Альдамі (Куба).
Двічі, у 1978 та 1982 роках, брав участь у чемпіонатах світу з боксу: у 1978 році в першій напівсередній вазі посів третє місце, поступившись у півфіналі Мемету Богуєвчі (СФРЮ); у 1982 році в напівсередній вазі поступився у першому ж колі Корнану Каньйоке (Кенія).
Тричі брав участь у чемпіонатах Європи з боксу: у 1977 році в напівсередній вазі здобув срібну медаль, поступившись у фіналі Валерію Лімасову (СРСР); у 1979 році в напівсередній вазі здобув бронзову медаль, поступившись у півфіналі Серіку Конакбаєву (СРСР); у 1981 році в напівсередній вазі у фіналі знову поступився Серіку Конакбаєву і виборов срібну медаль.
Тричі, у 1977, 1979 та 1980 роках, ставав чемпіоном НДР, двічі (1978, 1981) — срібним призером і одного разу (1976) — бронзовим призером.
Після закінчення спортивної кар'єри перейшов на тренерську роботу.